# (5590) 1990 VA
1990 في أي (ويعرف أيضًا باسم (5590) 1990 في أي وفق تسمية الكوكب الصغير) (بالإنجليزية: 1990 VA)‏ هو كويكب ضمن حزام الكويكبات؛ وترتيبه 5590 من حيث الاكتشاف.
اكتُشف هذا الجُرم الفلكي بواسطة سبيس واتش في 9 نوفمبر 1990.

## وصلات خارجية
- (5590) 1990 VA في قاعدة بيانات مختبر الدفع النفاث لأجرام النظام الشمسي الصغيرة

- الاكتشاف · مخطط المدار ·  العناصر المدارية · المعلمات المادية

- (5590) 1990 VA على موقع ويكي سكاي: DSS2, SDSS, GALEX, IRAS, Hydrogen α, X-Ray, Astrophoto, Sky Map, Articles and images